# 민동환
민동환(民洞煥, 2001년 1월 12일 ~ )은 대한민국의 축구 선수로, 포지션은 골키퍼다.

## 클럽 경력
민동환은 울산 현대의 산하 유소년 팀인 현대고등학교 축구부 출신이다. 2020시즌을 앞두고, 울산 현대와 계약을 체결하며, 프로에 직행하였다.
2021 시즌을 앞두고 수원 FC로 임대 이적하였다.